# Lancer du javelot à deux mains aux Jeux olympiques de 1912
Pour un article plus général, voir Athlétisme aux Jeux olympiques de 1912.
L'épreuve du lancer du javelot à deux mains aux Jeux olympiques de 1912 s'est déroulée le 9 juillet 1912 au Stade olympique de Stockholm, en Suède. Elle est remportée par le Finlandais Julius Saaristo. 
Il s'agit de l'unique apparition du lancer du javelot à deux mains dans le cadre des Jeux olympiques. Il consiste à additionner les résultats obtenus par les athlètes à l'aide de leur bras droit et de leur bras gauche.